# Iglesia de San Agustín el Viejo
Las ruinas de la iglesia de San Agustín el Viejo es uno de los monumentos del románico rural de repoblación que posee la ciudad de Soria (España).

## Historia
Las ruinas de la iglesia de San Agustín el Viejo, apodada así para diferenciarla del convento fundado en el siglo XVI junto al Puente de Piedra,
constituyen, junto con la iglesia del monasterio de San Juan de Duero y las ruinas de San Ginés, las iglesias conservadas más antiguas de Soria. Entre ellas existen grandes semejanzas y se encuentran a ambas orillas del río Duero, aguas arriba del puente de piedra. Tanto la iglesia de San Agustín como la de San Ginés son muy desconocidas en la capital, por estar en ruinas y pasar desapercibidas.
Debido a su reducido tamaño, desde el siglo XVI, el día de la festividad del santo se trasladaba la misa a la iglesia del Convento de San Agustín.
En el siglo XVII la iglesia debía estar ya en ruinas, pues en 1609 se trasladó el santo titular a la iglesia de la Santísima Trinidad y se cerró al culto.
Tras su ruina se transformó en vivienda particular y se levantó una casa a sus pies dentro de la iglesia aprovechando el hastial occidental. Su estado es de abandono y ruina.

## Descripción
Se trata de un pequeño y sencillo edificio construido en el siglo XII, correspondiente a un románico rural y austero propio de las iglesias que se construyeron en la época de la repoblación de Soria llevada a cabo por Alfonso el Batallador en 1110. La planta de la iglesia es de la mayor simplicidad: un ábside semicircular o en hemiciclo seguido de un presbiterio y una sola nave. Como es habitual, la luz en planta del presbiterio es ligeramente mayor a la del ábside, y la de la nave, a su vez, superior a la del presbiterio, dando lugar al típico escalonamiento.
El acceso al templo se realizaba desde el lado sur, algo muy frecuente en las iglesias románicas de Soria, tales como San Juan de Rabanera o San Juan de Duero. Se conservan todos los muros de encofrado (algunos desmochados) incluido el ábside, pero no la cubierta que debió ser, al igual que la de San Juan de Duero, de madera. El hastial sur se encuentra alterado ya que se sustituyó la primitiva portada por una puerta moderna. Se pueden observar empotradas en el muro, algunas dovelas de la primitiva portada de medio punto, utilizadas en la reconstrucción.